# Nilasera apella
Nilasera apella är en fjärilsart som beskrevs av Swinhoe 1886. Nilasera apella ingår i släktet Nilasera och familjen juvelvingar. Inga underarter finns listade i Catalogue of Life.